# Lukáš Latinák
Lukáš Latinák (ur. 28 lutego 1977 w  Breźnie) – słowacki aktor filmowy, teatralny i  telewizyjny.

## Filmografia
- 2002: Dziewczątko jako Viktor
- 2002: Okrutne radości
- 2008: Niebo, piekło... ziemia jako Tomas
- 2009: Związani jako Martin Husár
- 2010: Latający mnich i tajemnica da Vinci jako Tomáš
- 2015: Andílek na nervy jako Jarmil